# Сат-Ок
Сат-Ок (както самия той твърди, на шоунски „Дългото Перо“) е литературен псевдоним на полския писател Станислав Суплатович (1920, Канада (?), но по-вероятно Радом, Полша – 2003, Гданск, Полша), който автор на художествени произведения, посветени на живота и историята на американските индианци. Името на Станислав Суплатович е свързано с една литературна мистификация. След издаването на първия си роман, „Земята на солените скали“ (1958) той се представя за полуиндианец, син на индиански вожд и полска революционерка. Името Сат-Ок не е на езика шоуни и всъщност не означава нищо на нито един индиански език. Очевидно то е измислено от самия писател в съзвучие с цялата легенда за неговия живот.

## Истинският живот на Ст. Суплатович
Въпреки че биографията, която Ст. Суплатович си създава от дълго време предизвиква редица въпроси, в течение на много години легендата му не е подлагана на съмнение. През 2017 г. в Полша е публикувана книгата на Дариуш Розяк „Бяло-червеният. Мистерията на Сат-Ок“ (Dariusz Rosiak. Biało-czerwony. Tajemnica Sat-Okha). Авторът предприема задълбочено изследване на истинския живот на Суплативич, проучва всички налични архивни документи (каквито както се оказва има много), провежда разговори с редица хора, които са познавали и общували със Суплатович в различни периоди от живота му. Книгата недвусмислено потвърждава, че „индианската биография“ на писателя е легенда, сътворена от самия него и старателно поддържана през целия му живот.

## Военна кариера
През 1939 г. нацистка Германия напада Полша. Суплатович се присъединява към полските партизани. Според измислената си биография той е арестуван от Гестапо през 1940 г. и депортиран в концентрационния лагер Аушвиц-Биркенау. Той успява да избяга от влаковия транспорт на път за лагера. Според проучванията за истинската му биография, той е арестуван от немската полиция за кражби и след 10-месечно пребиваване в затвора е освободен. 
Суплатович се присъединява към Армия Крайова в Полша, където получава прякора „Козак“ заради своята храброст и бойни умения. По време на Втората световна война Сат-Ок печели няколко медала, включително „Кръст за храброст“. След войната е арестуван и хвърлен в затвора от комунистическия режим за участието си в про-съюзническата Армия Крайова. След освобождаването си се записва в полския флот, където служи шест години.

## Български издания
- Сат-Ок, „Земята на солените скали“, библиотека „Приключения и научна фантастика“, изд. „Народна младеж“. Превод Пеньо Табаков, илюстрации Борис Ангелушев, София, 1964, 1972 г.[3]